# Бобыри (деревня)
Бобыри — деревня в Смоленской области России, в Смоленском районе. Население — 202 жителя (2010 год). Расположена в западной части области в 14 км к югу от г. Смоленска, в 4 км к западу от автодороги А141 Орёл — Витебск, на правом берегу реки Сож. 
Входит в состав Талашкинского сельского поселения. Улицы: Дружбы, Западная, Заречная, Молодёжная, Полевая, Светлая, Северная, Цветная, Центральная, Южная. Автобусное сообщение со Смоленском.

## Достопримечательности
Памятник археологии: городище на правом берегу реки Сож, в 1,2 км к западу от деревни. Было заселено днепро-двинскими племенами в 1 тысячелетии до н. э., и в начале 2-го тысячелетия н. э. древнерусским населением.